# Јума (Колорадо)
Јума (енгл. Yuma) град је у америчкој савезној држави Колорадо.

## Демографија
По попису из 2010. године број становника је 3.524, што је 239 (7,3%) становника више него 2000. године.
| Група             | 2000.         | 2010.         |
| Белци             | 2.486 (75,7%) | 2.293 (65,1%) |
| Афроамериканци    | 3 (0,1%)      | 9 (0,3%)      |
| Азијати           | 1 (0,0%)      | 8 (0,2%)      |
| Хиспаноамериканци | 771 (23,5%)   | 1.179 (33,5%) |
| Укупно            | 3.285         | 3.524         |